# نقل المعرفة
يشير مصطلح نقل المعرفة في نظرية التنظيم إلى المشكلة العملية لنقل المعرفة من أحد أجزاء المنظمة إلى جزء آخر. وشأنه شأن إدارة المعرفة، يهدف نقل المعرفة إلى تنظيم المعرفة، وتكوينها، واكتسابها، وتوزيعها، إلى جانب ضمان توفرها للمستخدمين في المستقبل. ونقل المعرفة ليس مجرد مشكلة اتصال. فلو كان كذلك، لكان من الممكن إنجازه عن طريق مذكرة، أو بريد إلكتروني أو اجتماع. لكن نقل المعرفة أكثر تعقيدًا لأن (1) المعرفة تكمن في كلٍ من الأعضاء والأدوات والمهام والشبكات الفرعية لكل هذه العناصر في المنظمة. و (2) أغلب المعرفة في المنظمات ضمنية أو يصعب التعبير عنها بوضوح. وقد تم تناول هذا الموضوع تحت اسم إدارة المعرفة منذ تسعينيات القرن العشرين.

## معلومات عامة
يُعرَّف نقل المعرفة في كتاب آرجوت وانجرام (2000) بأنه «العملية التي تتأثر من خلالها إحدى الوحدات (على سبيل المثال، مجموعة أو قسم، أو إدارة) بخبرة وحدة أخرى» (صفحة 151). يشير المؤلفان كذلك إلى أن نقل المعرفة التنظيمية (أي روتين العمل أو أفضل الممارسات) يمكن ملاحظته في التغيرات في معرفة الوحدات المتلقية للمعرفة أو أدائها. ونقل المعرفة التنظيمية، مثل أفضل الممارسات، يمكن أن يتسم بالصعوبة الشديدة.
تقترح رسالة دكتوراه سيزولانسكي ("Exploring internal stickiness: Impediments to the transfer of best practice within the firm" - استكشاف العرقلة الداخلية: عوائق نقل أفضل الممارسات داخل الشركة") أن نقل المعرفة داخل الشركات يتعرض للإعاقة من عوامل أخرى غير نقص الدافع. كما أن مدى استمرار إمكانية الوصول إلى أفضل الممارسات على نطاق واسع داخل الشركة يعتمد على طبيعة هذه المعرفة، ومصدرها، ومن يتلقاها، والسياق التنظيمي الذي يحدث داخله أي نقل. وكلمة "Stickiness" (ومعناها الحرفي بالعربية "التدبق") هي استعارة مستمدة من صعوبة تحرك السائل في معامل تكرير البترول (ويشمل ذلك آثار لزوجة السائل الأساسية). وجدير بالذكر أن تحليل سيزولانسكي لا ينطبق على النظريات العلمية حيث تنطبق مجموعة مختلفة من الآليات والمكافآت.
ثمة مفاهيم ثلاثة مرتبطة بنقل المعرفة، ألا وهي: «استغلال المعرفة» و«استغلال الأبحاث» و«التطبيق»، وهي المفاهيم المستخدَمة في العلوم الصحية لوصف عملية إدخال فكرة أو ممارسة أو تقنية جديدة إلى الاستخدام الملائم والمتسق لسياق العمل السريري. ودراسة استغلال/تطبيق المعرفة (KU/I) جاءت كنتيجة مباشرة للتوجه إلى الأبحاث والطب القائم على الأدلة التي استنتجت أن ممارسات الرعاية الصحية، التي تتسم بكفاءة واضحة، لا تُستخدَم دومًا في سياقات الممارسة.
يثير نقل المعرفة داخل المنظمات وبين الدول مخاوف أخلاقية أيضًا، خاصةً عندما يكون هناك عدم توازن في علاقات القوة (مثل الموظف وصاحب العمل) أو في مستويات الحاجة النسبية لموارد المعرفة (مثل العالم النامي والعالم المتقدم)
يشمل نقل المعرفة - أو بالأحرى يستوعب - نقل التكنولوجيا.

## نقل المعرفة بين القطاعين العام والخاص
مع انتقال النظم الاقتصادية المتقدمة من الإنتاج القائم على الموارد إلى الإنتاج القائم على المعرفة،  صار العديد من الحكومات الوطنية تنظر بشكل متزايد لكلٍ من «المعرفة» و«الابتكار» كقوى دافعة مهمة في النمو الاقتصادي، والتنمية الاجتماعية، وخلق فرص عمل. وفي هذا الإطار، أصبح تعزيز «نقل المعرفة» موضوعًا للسياسة العامة والاقتصادية.
تناولت العديد من المؤلفات الحالية عن الابتكار الافتراض الضمني الذي يشير إلى احتمال تزايد التعاون بين الصناعة والجامعات. وبوجه خاص، يعتمد بوضوح توجه الابتكار المفتوح  لتطوير قيمة الأعمال على الافتراض بأن الجامعات تمثل «مصدرًا أساسيًا للوصول إلى الأفكار الخارجية». هذا فضلاً عن أن الجامعات قد اُعتبِرت «المصدر العظيم المجهول إلى حد كبير وغير المُستغَل بالتأكيد لتكوين الثروة والتنافسية الاقتصادية.»
لقد اكتسبت الجامعات وغيرها من منظمات البحث التابعة للقطاع العام (PSRO) قدرًا كبيرًا من الخبرة العملية على مدار السنين في نقل المعرفة عبر التقسيم بين مجالي المعرفة المنتجة بالقطاع العام واستغلالها بالقطاع الخاص. وقد طورت العديد من الكليات ومنظمات البحث التابعة للقطاع العام عمليات وسياسات تهدف لاكتشاف حقوق الملكية الفكرية وحمايتها واستغلالها، وضمان نقلها بنجاح إلى الشركات الخاصة، أو اكتسابها في الشركات الجديدة التي تم تأسيسها بغرض استغلال هذه الحقوق. وسبل الإتجار بالملكيات الفكرية التي تنتجها منظمات البحث التابعة للقطاع العام تتضمن إصدار التراخيص وإقامة مشروعات الشراكة وتأسيس الشركات الجديدة والتكاليف القائمة على الملكية.
وقد قدمت منظمات، مثل AUTM (اتحاد مديري التكنولوجيا بالجامعات) في الولايات المتحدة، و معهد نقل المعرفة في المملكة المتحدة و SNITTS (الشبكة السويدية لدعم نقل الابتكار والتكنولوجيا) في السويد والاتحاد الأوروبي للعاملين في نقل العلم والتكنولوجيا في أوروبا، سبيلاً للعاملين في نقل المعرفة بالقطاعين العام والخاص للتعرف على أفضل الممارسات وتطوير تقنيات وأدوات فعالة لإدارة حقوق الملكية التي تنتجها الكليات ومنظمات البحث التابعة للقطاع العام. وجماعات الممارسين على الإنترنت الخاصة بممارسي نقل المعرفة تتكون كذلك لتسهيل التواصل (مثل The Global Innovation Network (شبكة الابتكار العالمية) وknowledgePool (مجتمع المعرفة).
وقد كان التعاون بين الشركات والجامعات موضوع تقرير لامبرت ريفيو في المملكة المتحدة عام 2003.

## نقل المعرفة في علم البيئة الطبيعية
يعني نقل المعرفة في علم البيئة الطبيعية مجموعة من الأنشطة التي تزيد من فهم هذا العلم بهدف تشجيع تطبيق هذه المعرفة. وهناك خمسة عوامل من شأنها التأثير في نقل المعرفة من منظور علم البيئة المختص بطبيعة الغابات، وهي: إنتاج قدرة بحثية، وإمكانية التطبيق، ومستخدمو المعرفة، وقدرة البنية التحتية، والعملية التي يتم بها نقل المعرفة (ترنر، 2006).

## أنواع المعرفة
تُعَد المعرفة ميزة سائدة في مجتمع «ما بعد الصناعة» الذي نعيشه، وتتشكل الشركات من مجموعة من العاملين في مجال المعرفة. وإذا كانت المعرفة أساس كل ما نفعله حاليًا، فإن إدراك أنواع المعرفة الموجودة داخل إحدى المنظمات قد يسمح لنا بتبني هياكل اجتماعية داخلية من شأنها تيسير التعلم في النطاقات التنظيمية ودعمه. توسع بلاكلر في تصنيف أنواع المعرفة التي اقترحها كولينز (1993)، وهي: المعرفة الدماغية، والبدنية، والتثقيفية، والضمنية، والرمزية. ومن المهم ملاحظة أن هذه الأنواع من المعرفة يمكن أن تكون ذات دلالة لأية منظمة، وليس فقط القائمة على المعرفة بشكل أساسي.
المعرفة الدماغية هي المعرفة القائمة على المهارات التصورية والقدرات المعرفية. ويمكننا اعتبارها معرفة عملية عالية المستوى حيث تتحقق الأهداف من خلال الإدراك والتنقيح. والمعرفة الضمنية قد تندرج أيضًا تحت المعرفة الدماغية، وإن كانت معرفة غير واعية في الدرجة الأولى.
المعرفة البدنية هي معرفة منصبة على الفعل، وتتكون من ممارسات سياقية. وهي في الغالب نوع من الاكتساب الاجتماعي، إذ أن كيفية تفاعل الأفراد وتفسيرهم لبيئتهم تشكل هذا النوع من المعرفة غير الصريحة.
المعرفة التثقيفية هي عملية التوصل إلى فهم مشترك من خلال الاندماج الاجتماعي والتبادل الثقافي. واللغة والتفاوض صارتا وسيلة معالجة هذا النوع من المعرفة في الشركات.
المعرفة الضمنية هي المعرفة الكامنة في الأعمال المعتادة النظامية. وترتبط بالعلاقات بين الأدوار والتقنيات والإجراءات الرسمية والأعمال المعتادة التي تظهر داخل نظام معقد.
ولبدء أي خط محدد من الأعمال، يفيد نقل المعرفة كثيرًا.
المعرفة الرمزية هي المعلومات التي تعكسها الإشارات والرموز (الكتب، والكتيبات، وقواعد البيانات، إلخ) وتنفصل عن السياق في صورة رموز الممارسة. وهي ليست أحد أنواع المعرفة المحددة، وإنما تتعامل مع نقل المعرفة وتخزينها والتحقق منها.

## التحديات
ما الذي يجعل نقل المعرفة أمرًا معقدًا؟ هناك عوامل كثيرة لذلك، منها:
- عدم القدرة على إدراك الكفاءات «المجمعة» أو عالية الحدس، وتشكيلها - فكرة المعرفة الضمنية[2]
- الجغرافيا أو المسافة[9]
- قيود تقنيات الاتصال والمعلومات (ICT)[10]
- الافتقار إلى هوية اجتماعية مشتركة/متفوقة[11]
- اللغة
- مجالات الخبرة
- الخلافات الداخلية (مثل، الاختصاص المهني)
- الاختلافات بين الأجيال
- العلاقات بين الإدارة والنقابات
- المحفزات
- استخدام التمثيلات المرئية لنقل المعرفة (تصور المعرفة)
- المشكلات المتعلقة بالمعتقدات والافتراضات والحدس المهني والأعراف الثقافية.
- تعرض أو خبرة سابقة بشيء ما.
- المفاهيم الخاطئة
- المعلومات الخاطئة
- ثقافة تنظيم غير مساعدة على مشاركة المعرفة (ثقافة «المعرفة قوة»)
- مشكلات تتعلق بالتحفيز
- نقص الثقة
- القدرة

إيفريت روجرز كانت له الريادة في نظرية انتشار المبتكرات، إذ قدم نموذجًا قائمًا على البحث يتناول كيفية تبني الأفراد والشبكات الاجتماعية للأفكار والممارسات والمنتجات. في علم الإنسان، يستكشف مفهوم الانتشار أيضًا انتشار الأفكار بين الثقافات.

## العملية
- التعرف على من لديهم المعرفة داخل المنظمة
- تحفيزهم على المشاركة
- تصميم آلية للمشاركة لتيسير النقل
- تنفيذ خطة نقل
- القياس لضمان النقل
- تطبيق المعرفة المنقولة

## الممارسات
- الإرشاد
- الخبرة الموجَهة
- المحاكاة
- التجريب الموجَه
- التعلم بملازمة الموظفين المتمرسين
- العمل في أزواج
- جماعات الممارسين
- النقل السردي
- الممارسات

## الاستخدام الخاطئ
يُستخدَم نقل المعرفة عادةً كمرادف للتدريب. بالإضافة إلى ذلك، يجدر عدم الخلط بين المعلومات والمعرفة. كما لا يمكن كذلك «نقل» المعرفة التجريبية للآخرين على نحو تام. فيمكن النظر إلى المعلومات على أنها حقائق أو بيانات مفهومة؛ أما المعرفة، فتتعلق بالمهارات المرنة والقابلة للتكييف — فهي قدرة المرء الفريدة على استخدام المعلومات وتطبيقها. وهذه المهارة في التطبيق هي ما يفرق، جزئيًا، بين المعلومات والمعرفة. وتنزع المعرفة لأن تكون ضمنية وشخصية في الوقت نفسه؛ فالمعرفة التي يمتلكها شخص ما يصعب تحديد حجمها وتخزينها واستعادتها ليستخدمها شخص آخر.